# Bedd Arthur
Der Steinkreis Bedd Arthur (auch Beddarthur – deutsch „Arthurs Grab“) liegt in den Preseli Hills, nordwestlich von Mynachlog-ddu (auch Mynachlogddu), bei Cardigan  in Pembrokeshire in Wales.
Der Steinkreis mit Blick auf den Dolerit-Felsen Carn Meini ist nicht geschlossen, sondern hufeisenförmig oval, was zu Spekulationen darüber geführt hat, ob diese Form das Bluestone-Hufeisen von Stonehenge beeinflusst hat.
Bedd Arthur besteht aus 13 kleinen (nur etwa 0,6 m hohen) in situ stehenden und zwei umgefallenen Steinen.
Der Name stammt vom legendären König Arthur.